# Nigel Tufnel

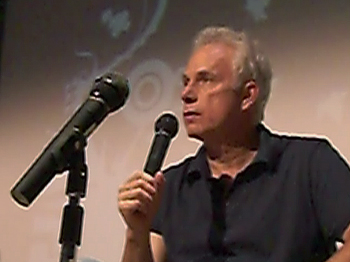
Christopher Guest, actor que interpretó a Tufnel.

Nigel Tufnel es un personaje ficticio interpretado por el actor Christopher Guest en la película This is Spinal Tap. Es el guitarrista líder de la banda de rock Spinal Tap, la cual está compuesta por el bajista Derek Smalls (Harry Shearer) y el guitarrista y vocalista David St. Hubbins (Michael McKean).  

## Técnicas solistas de guitarra
- Usando un violín
- Tocando otra guitarra con su pie
- Solos inspirados en la música clásica
- Armónicos faciales